# Senijei Trakai
Senieji Trakai (doslovno: "Stari Trakai", poljski: Stare Troki) je povijesni litvanski gradić, smješten 3 km istočno od Trakaija.

## Zemljopisni položaj
Nalazi se na 54°37' sjeverne zemljopisne širine i 24°58' istočne zemljopisne dužine. 
Upravno pripada okrugu Vilnius.

## Stanovništvo
Broj stanovnika: 1500
Stanovnici su mu Litvanci, Poljaci i Rusi.

## Povijest
Veliki vojvoda Gedimin (lit. Gediminas) prebacio je glavni litvanski grad iz Kernava u Trakai (današnji Stari Trakai). 
Ondje je 1321. dao podignuti svoj dvorac od opeke na mjestu starijeg drvenog dvorca.
Njegov sin Kejstut (lit. Kęstutis) je izgradio novi dvorac u Novom Trakaiu (današnji Trakai). Kejstutov sin Vitold (lit. Vytautas) se rodio u Starom Trakaiu 1350. godine.
Dvorac u Starom Trakaiu je razorio Teutonski viteški red 1391. godine. Vitold je ruševine ovog dvorca darovao benediktincima 1405. godine. Pretpostavlja se da sadašnji samostan iz 15. stoljeća u sebi sadrži i ostatke Gediminova dvorca.
Ime Trakai, dolazi od lit. trakas - "poljana, proplanak", što sugerira da je dvorac sagrađen na šumovitom mjestu prije rašumljenja.